# ریچارد سوم (فیلم ۱۹۹۵)
ریچارد سوم (به انگلیسی: Richard III) فیلمی ۱۰۴ دقیقه‌ای در سبک درام به کارگردانی ریچارد لانکرین با بازی ایان مک‌کلن است. این فیلم اقتباسی از نمایشنامهٔ ریچارد سوم اثر ویلیام شکسپیر است.